# Потонске Луки
Потонске Луки (слч. Potônske Lúky, мађ. Patonyrét) насељено је мјесто са административним статусом сеоске општине (слч. obec) у округу Дунајска Стреда, у Трнавском крају, Словачка Република.

## Становништво
| Година:    | 1994. | 2004. | 2014.    | 2024.   |
| ---------- | ----- | ----- | -------- | ------- |
| Број људи: | 0     | 231   | 282      | 285     |
| Разлика:   |       | –     | +22,07 % | +1,06 % |

| Година:    | 2023. | 2024.   |
| ---------- | ----- | ------- |
| Број људи: | 286   | 285     |
| Разлика:   |       | -0,34 % |

Према подацима о броју становника из 2011. године насеље је имало 261 становника.